# Словенске-Конице
Словенске-Конице (словен. Slovenske Konjice; нем. Gonobitz) — город и община на северо-востоке центральной части Словении. Часть исторической области Нижняя Штирия. Площадь общины — 97,8 км².

## История
Словенске-Конице впервые упоминается в письменных источниках в 1165 году как созданный приход. Упоминание города как торгового центра относят к 1236 году. В различных документах разных времён город упоминается под разными названиями: Gonviz (1251 год), Gombicz (1370 год), Gannabitz (1570 год), Gonaviz (1594 год), Gonavitz (1630 год), Gonwitz (1636 год), Gonowitz (1662 год), Ganowiz (1680 год), Gonnawitz (1680 год); традиционное немецкое название города — Gonobitz.

## Население
Население общины по данным на 2008 год составляет 13 612 человек; население самого города по данным на 2002 год — 4923 человека.

## Достопримечательности
Город лежит у северных склонов горы Конишка-Гора; на холме над городом находятся развалины замка XII века с более поздними пристройками, который был заброшен в XVIII веке. Непосредственно над Старой площадью (Stari trg), в парке, имеется особняк Требник (Dvorec Trebnik). Кроме того, стоит также упомянуть церковь Св. Георгия XIII века с пристройками XVIII века.

## Города-побратимы
- Глоговец, Словакия (2007)
- Косьерич, Сербия (2009)
- Соллефтео, Швеция (2008)
- Звёздный городок, Россия (2016)